# InfoLeg
InfoLeg, acrónimo de "Información Legislativa y Documental", es una base de datos que recopila leyes nacionales y actos administrativos de alcance general del Poder Ejecutivo Nacional. Inicialmente se encontraba bajo la órbita del Ministerio de Economía, no obstante, desde 2015 pertenece al Ministerio de Justicia y Derechos Humanos de la Nación Argentina.

## Historia
Inicialmente consistió en una recopilación normativa, señalando mediante vinculaciones los efectos activos y pasivos que las mismas producían o sufrían a lo largo del tiempo.
En mayo de 1997 se comenzó a cargar a texto completo normas de carácter general y permanente vigentes y a texto resumido las de carácter particular. A partir del año 2000 se decidió actualizar los textos con el fin de brindar al usuario un servicio sencillo y útil. Hasta agosto de 2015, el servicio de InfoLeg perteneció al Área Información Legislativa y Documental del Centro de Documentación e Información  del Ministerio de Hacienda y Finanzas Públicas.
El decreto 1585 del 4 de agosto de 2015 dispuso su transferencia al Ministerio de Justicia y Derechos Humanos.

## Contenido
InfoLeg está conformada por documentos digitales tales como leyes nacionales, decretos nacionales, acordadas de la Corte Suprema de Justicia de la Nación, decisiones administrativas, resoluciones, disposiciones y todo acto que en sí mismo establezca su publicación obligatoria en la primera sección del Boletín Oficial de la República Argentina.
Las normas contenidas en la base Infoleg son solamente aquellas que se publican en el Boletín Oficial de la República Argentina. Déjase aclarado que conforme a los decretos 659/1947 y 207/2016, los documentos que aparecen en el Boletín Oficial de la República Argentina, serán tenidos por auténticos y obligatorios por el efecto de esta publicación y por comunicados y suficientemente circulados dentro de todo el territorio nacional. Infoleg no se hace responsable por la exactitud de los textos actualizados, ya que no posee facultades de “ordenar” legislación ni de interpretar la intención del legislador así como tampoco de subsanar defectos generados por mala técnica legislativa (oscuridad, lagunas, contradicciones, derogaciones indeterminadas, etc.).